# Haji Gora Haji
Haji Gora Haji, född 1933 på ön Tumbatu, Zanzibar, död 11 juni 2021, var en zanzibarisk författare, musiker och poet som har producerat swahilispråkig litteratur i  över 40 år. Hans genombrott kom dock med antologin Kimbunga (Stormen) 1994. Han har dock verkat inom de flesta genrer: lyrik, epik, muntlig tradition samt en fullängdsroman. Han framträder ofta i litteraturprogram i Tanzania.
Haji Gora Haji är det tredje barnet av fyra, med 11 halvbröder och halvsystrar. Familjen flyttade från Tumbatu till Unguja och Zanzibars stenstad när han var fem år gammal, och vid sju års ålder började han i koranskola där. Parallellt med sitt författarskap är likt många andra i släkten fiskare. Han har två fruar och sammanlagt 14 barn.